# 마르셀 히르셔
마르셀 히르셔(독일어: Marcel Hirscher, 1989년 3월 2일~)는 오스트리아 출신 네덜란드의 알파인 스키 선수이다.

## 같이 보기
- FIS 알파인 스키 월드컵